# إيفان مرشيتش (لاعب كرة قدم)
إيفان مرشيتش (بالإنجليزية: Ivan Mršić)‏ هو لاعب كرة قدم أمريكي في مركز الهجوم، ولد في 1 أغسطس 1949 في تسليتش في البوسنة والهرسك. لعب مع سبارتاك سوبتيتسا وفورت لودردايل سترايكرز ونادي بارتيزان ونادي بوراتس بانيا لوكا ونادي بيليستر.